# 昂达VX580R MP4
VX580R型号MP4是由昂达公司出品的一部智能MP4播放器，是中国市面上第一款智能MP4播放器。它的姊妹型号有VX570R、VX590R。

## 相关参数
- 5.0英寸LTPS材质
- 800x480点阵真彩触摸屏
- 存储容量8GB
- 主频311.29MHz
- CPU型号ARM926EJ-5 rev（v5l）
- 内存73.92MB
- 最初使用的是Android 1.5操作系统，目前使用Android 2.1操作系统。

## 物理属性
该MP4为白色外壳，重170克。

## 支持功能
- 支持电视AV输出
- 支持720P、最高1080P高清解码（不支持MPG格式）
- 单SD卡插拔
- OTG技术
- 重力感应